# 누랄리 알리프
누랄리 파크툴리 알리프(카자흐어: Нұралы Пақтұлы Әліп, 1999년 12월 22일 ~ )는 러시아 프리미어리그 클럽 제니트 상트페테르부르크와 카자흐스탄 국가대표팀에서 센터백으로 활약하는 카자흐스탄의 프로 축구 선수이다.

## 구단 경력

### 카이라트
2008년에 카스피에서 훈련을 시작한 그는 2015년에 카이라트에 합류했고, 2018년 3월에는 메인 팀에 합류했다. 그는 3월 11일에 키질자르와의 상대로 첫 경기를 치렀고 2-1로 승리했다.

### 제니트 상트페테르부르크
2022년 1월, 알리프는 아랍에미리트에서 일주일간의 훈련 캠프 기간 동안 제니트 상트페테르부르크에 입단하여 시험을 치렀다. 2022년 2월 16일, 알리프는 2022년 말까지 임대로 제니트에 합류했으며, 옵션으로 구매할 수 있었다. 2022년 12월 14일, 알리프는 제니트로 영구 이적하여 2024-25년 시즌이 끝날 때까지 계약을 체결했으며, 옵션으로 1년 연장할 수 있었다.
2024년 6월 2일, 알리프는 2024년 러시아 컵 결승전에서 추가 시간에 결승골을 넣었다.
2024년 8월 7일, 알리프는 제니트와의 계약을 2028년 여름까지 연장했다.

## 국가대표팀 경력
카자흐스탄 U-19 국가대표팀에서 활약한 후, 그는 2018년 3월 26일, 불가리아와의 친선 경기에서 카자흐스탄 국가대표팀으로 데뷔했다. 불가리아는 이벨린 포포프와 니콜라이 보두로프의 골로, 카자흐스탄은 예르케불란 툰기시바예프의 골로 2-1 승리를 거두었다.